# Damien LeRoy
Damien LeRoy – amerykański DJ i producent muzyczny z Los Angeles znany również pod pseudonimem DJ Ammo. Jest współproducentem utworów „The Time (The Dirty Bit)” oraz czterech innych utworów z albumu The Beginning amerykańskiej grupy The Black Eyed Peas i producentem utworu „4th of July (Fireworks)” amerykańskiej wokalistki Kelis. DJ Ammo jest także producentem singla „Touch the Sky”, który znalazł się na piątym studyjnym albumie Seana Paula Tomahawk Technique.

## Dyskografia

### single z gościnnym udziałem
| Rok  | Tytuł                                      | Pozycje na listach | Pozycje na listach | Pozycje na listach | Pozycje na listach | Pozycje na listach | Album              |
| Rok  | Tytuł                                      | AUT                | BEL (Vl)           | BEL (Wa)           | FRA                | GER                | Album              |
| ---- | ------------------------------------------ | ------------------ | ------------------ | ------------------ | ------------------ | ------------------ | ------------------ |
| 2012 | „Touch the Sky” (Sean Paul feat. DJ Ammo)  | 44                 | 75                 | 56                 | 139                | 31                 | Tomahawk Technique |
| 2013 | „Going Out” (apl.de.ap feat. Damien Leroy) | -                  | -                  | -                  | -                  | -                  | –                  |

### Jako producent
| Rok  | Wykonawca           | Tytuł                            | co-producent      | Album              |
| ---- | ------------------- | -------------------------------- | ----------------- | ------------------ |
| 2010 | The Black Eyed Peas | „The Time (The Dirty Bit)”       | will.i.am         | The Beginning      |
| 2010 | The Black Eyed Peas | „Fashion Beats”                  | will.i.am         | The Beginning      |
| 2010 | The Black Eyed Peas | „Don’t Stop the Party”           | will.i.am         | The Beginning      |
| 2010 | The Black Eyed Peas | „Do It Like This”                | -                 | The Beginning      |
| 2010 | The Black Eyed Peas | „The Situation”                  | apl.de.ap, Replay | The Beginning      |
| 2010 | kelis               | „4th of July (Fireworks)”        | -                 | Flesh Tone         |
| 2012 | Sean Paul           | „Touch the Sky” (feat. DJ Ammo)  | -                 | Tomahawk Technique |
| 2013 | Britney Spears      | „Tik Tik Boom” (feat. T.I.)      | Anthony Preston   | Britney Jean       |
| 2013 | apl.de.ap           | „Going Out” (feat. Damien Leroy) | -                 | –                  |